# آغاچ‌اورن
آغاچ‌اورن (به ترکی استانبولی: Ağaçören) یک منطقهٔ مسکونی در ترکیه است که در استان آق‌سرای واقع شده‌است. آغاچ‌اورن ۱٬۱۰۰ متر بالاتر از سطح دریا واقع شده‌است.